# Хазрат Інаят Хан
Хазрат Інайят Хан (англ. Inayat Khan, 5 липня 1882, Вадодара — 5 лютого 1927, Нью-Делі) — індійський музикант, філософ, суфій. Проповідував суфізм у країнах Західної Європи та Росії. Відомий завдяки своїм книгам про суфізм.

## Із життєпису
Походив з родини знатних моголів. Його предками по батьківській лінії були туркмени із Чагатайського улусу, які оселилися у Сіялкоті під час правління Тимура. Дід по материнській лінії був індійським музикантом і педагогом, відомим як «індійський Бетховен», бабуся по материнській лінії походила з королівського роду Типу Султана.
Разом із братами подорожував Сполученими Штатами Америки, потім, у 1912 році, переїхали до Європи, де відвідали Англію, Францію та Росію. Після повернення з Росії брати оселилися у Франції. Головним завданням під час подорожей Інаят Хан вважав вивчення психології та загальних умов існування. Разом із братами давав концерти індійської музики та читав лекції, заробляючи на життя. У 1912 році одружився з Орою Рей Бейкер, яка пізніше стала Аміною Бегум, яка народила від нього чотирьох дітей. З 1914 по 1920 рік подружжя проживало в Лондоні, після чого повернулося до Франції і оселилося у Сюрені.
Центром суфійської діяльности стала Женева, де було організовано штаб. Найактивнішу діяльність проповідник здійснював у 1921—1926 роках. Після закриття літньої школи, у жовтні 1926 року, в супроводі секретаря, Інаят Хан вирушив до Індії. На початку 1927 року поїхав до Аджмера, аби ще раз відвідати могилу Кхваджі Муінуддіна Чішті, одну з суфійських святинь. Під час цієї подорожі він застудився, від чого помер 5 лютого 1927 року в Делі.